# Aimophila
Az Aimophila a madarak osztályának verébalakúak (Passeriformes) rendjébe és a verébsármányfélék (Passerellidae) családjába tartozó nem.

## Rendszerezés
A nembe az alábbi 3 faj tartozik:
- Aimophila rufescens
- barnafejű verébsármány (Aimophila ruficeps)
- Aimophila notosticta